# Classe C28A
La classe C28A (C pour corvette, 28 pour 2 800 tonnes de déplacement et A pour Algérie) est un type de corvettes furtives long de 120 mètres, large de 14,4 mètres et de 2 880 tonnes de déplacement appartenant à la Marine algérienne. Elles sont construites en Chine par l'entreprise de construction navale China State Shipbuilding Corporation (CSSC), par le biais de sa filiale Hudong-Zhonghua Shipbuilding dans son chantier naval de Shanghai.

## Historique
La classe C28A a été commandée en mars 2012 en 3 exemplaires avec une option pour 3 autres du même type. Leur numéro de coque est 920, 921 et 922.
La première est lancée en février 2013 et a été livrée en novembre 2015,. 
La seconde est lancée 6 février 2015 et a été livrée en mars 2016.
La troisième, quant à elle, a été livrée en août 2016.

## Armement

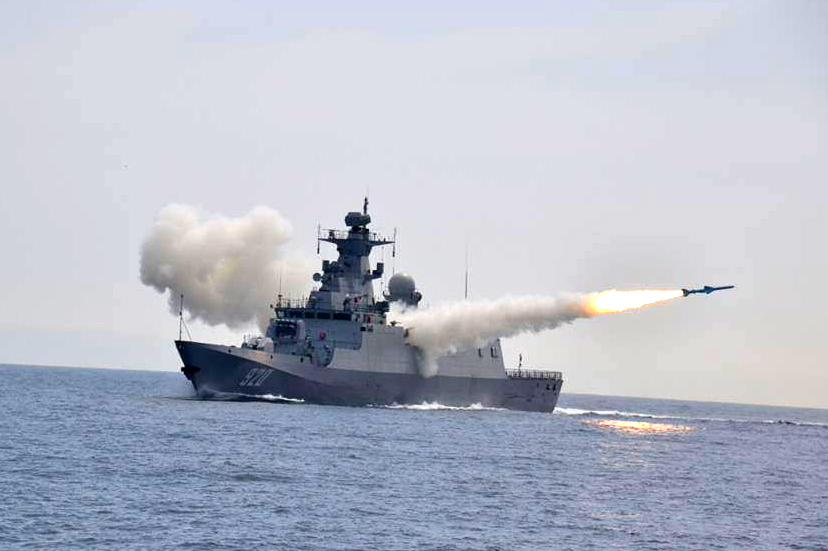
Tir d'un missile anti-navire C-802A par la Adhafer (920) le 3 avril 2016.

Les corvettes de classe C28A sont équipées d’un canon de calibre 76 mm Leornado NG-16-1 italien alors qu'il était annoncé à l'origine comme devant être chinois, 2 lanceurs quadruples de missiles antinavires C-802A, un lanceur FM90N pour 8 missiles antiaériens de courte portée HQ-7, 2 systèmes d'armes rapprochés Type 730 CIWS dotés d'un canon rotatif à 7 tubes de calibre 30 mm destinés à la défense antiaérienne et antimissile, ainsi que 2 triples tubes lance-torpilles de 324 mm.

## Électronique
Les radars de surveillance tels que le Smart-S Mk 2 ainsi que le système de combat sont fournis par la société française Thales Alenia Space, tandis que les radars de navigation proviennent de la société britannique Kelvin Hughes. Le sonar est chinois selon plusieurs sources, allemand selon Le Marin. Les sociétés chinoises fournissent les principaux systèmes de communication, les conduites de tir ainsi que les suites électroniques.

## Liste des navires
| Nom      | Pennant number | Chantier                                          | Lancement      | Entrée en service | Statut |
| -------- | -------------- | ------------------------------------------------- | -------------- | ----------------- | ------ |
| Adhafer  | 920            | CSSC, Hudong-Zhonghua Shipbuilding, Shanghai      | 15 aout 2014   | novembre 2015     | Actif  |
| El Fatih | 921            | CSSC, Hudong-Zhonghua Shipbuilding Shanghai china | 6 février 2015 | 10 mars 2016      | Actif  |
| Ezzadjer | 922            | CSSC, Hudong-Zhonghua Shipbuilding Shanghai china |                | août 2016         | Actif  |